# 朱楹
安惠王朱楹（1383年10月18日—1417年10月9日），明太祖朱元璋第二十二子，母不詳，明朝第一代亦為唯一一代安王。

## 生平
洪武十六年九月二十二日（1383年10月18日），朱楹出生于京師應天府。洪武二十四年四月十三日（1391年5月17日），朱楹受封安王。同年，徐达之女册封为安王妃。永乐六年十月十九日（1408年11月6日），他就藩平涼府。
朱楹聪颖好学，不喜欢嬉戏，永樂十五年（1417年），朱楹去世，享年34岁，因無子嗣，安國宣告废除。葬于平涼府城西北郊（今平凉市安国镇油坊村），后来朱楹的侄子襄陵王朱沖炑上奏朱楹无子、守坟人怠慢，请求由自己负责祭祀朱楹，获准，襄陵王家族于是奉祀朱楹，直到嘉靖三十三年（1554年）二月。

## 家庭
王妃徐氏去世于正统十四年（1449年）。